# Hydropotopsis lemanensis
L'idropotopside (Hydropotopsis lemanensis) è un mammifero artiodattilo estinto, appartenente ai ruminanti. Visse nel Miocene inferiore (circa 21 milioni di anni fa) e i suoi resti fossili sono stati ritrovati in Francia.

## Descrizione
Noto principalmente per materiale cranico, questo animale doveva essere piuttosto simile al cervo d'acqua cinese (Hydropotes inermis). Come quest'ultimo, doveva essere un ruminante di medie dimensioni dalle lunghe zampe snelle, privo di corna e dotato di lunghi canini superiori. La dentatura era brachidonte (ovvero con molari e premolari a corona bassa), e in generale la morfologia doveva essere molto simile a quella di altri ruminanti arcaici come Amphitragulus e Dremotherium. Da questi ultimi, Hydropotopsis si differenziava per la presenza di due orifizi lacrimali, una caratteristica condivisa con i cervidi.

## Classificazione
I fossili di questo animale vennero ritrovati nel giacimento francese di Saint-Gérand-le-Puy e vennero descritti per la prima volta nel 1853 da Pomel che il attribuiti al genere Amphitragulus (A. lemanensis). Successivamente, Jehenne (1985) attribuì questi fossili a un genere a sé stante, Hydropotopsis, sulla base della presenza di due orifizi lacrimali. La classificazione di questo genere è piuttosto incerta: alcuni lo identificano con Amphitragulus, altri lo classificano tra i moschidi (Prothero, 2007) e altri ancora accomunano Hydropotopsis ai cervidi (Gentry, 1999). Lo stesso idropote attuale, ritenuto piuttosto simile, non gode di una classificazione chiara, essendo di volta in volta incluso tra i cervidi oppure tra i moschidi.